# Agromyza vitrinervis
Agromyza vitrinervis este o specie de muște din genul Agromyza, familia Agromyzidae, descrisă de Malloch în anul 1915.
Este endemică în Taiwan. Conform Catalogue of Life specia Agromyza vitrinervis nu are subspecii cunoscute.